# ساکای، فوکوئی
ساکای در استان فوکوئی در کشور ژاپن واقع شده‌است که دارای جمعیت ۹۲٬۴۲۰ نفر و مساحت ۲۰۹٫۹۱ کیلومتر مربع با تراکم جمعیت ۴۴۰ نفر در کیلومترمربع است و در تاریخ ۲۰ مارس ۲۰۰۶ به عنوان شهر شناخته شد.